# Onorelucanus onorei
Onorelucanus onorei es una especie de coleóptero de la familia Lucanidae.

## Distribución geográfica
Habita en Ecuador.